# 얀 호프만
얀 호프만(독일어: Jan Hoffmann, 1955년 10월 26일 ~ )은 독일의 피겨 스케이팅 선수로 동독을 대표했다. 그는 1980년 올림픽에서 은메달을 획득했고, 1974년과 1980년 세계 선수권 대회에서 우승했다. 그는 유럽 선수권 대회에서 4번(1974, 1977 - 1979) 우승했다. 그는 자신의 왼쪽 발에 착지했고, 시계 방향으로 회전한 피겨 스케이팅 선수의 소수 중 유일한 사람이었다.

## 개인 생활
얀 호프만은 1955년 10월 26일에 동독 드레스덴에서 태어났다.

## 생애 및 선수 경력
얀 호프만의 첫번째 코치는 드레스덴에 있는 안네마리에 할바흐였다. 그는 카를마르크스슈타트(현재의 켐니츠)에서 나중에 유타 뮐러를 코치로 변경했다. 그는 대회에서 이전 동독을 대표했다. 1974년에, 호프만은 처음으로 세계 피겨 스케이팅 선수권 대회와 유럽 피겨 스케이팅 선수권 대회에서 우승했다. 그는 자신의 마지막 현역 무대인 1980년 세계 선수권 대회에서 2번째로 우승했다. 호프만은 올림픽에 4번 출전했다. 1968년 동계 올림픽때 그는 겨우 12세였다. 그는 1972년 동계 올림픽에서 6위를 했고, 1976년 동계 올림픽에서 4위를 했다. 그는 1980년 동계 올림픽에서 은메달을 획득했다. 얀 호프만은 유럽 선수권 대회에서 4번 우승했다.

## 참조
- Sports-reference profile